# Leonardo Facundo Querín
Leonardo Facundo Querín (* 17. April 1982 in Quilmes) ist ein argentinisch-italienischer Handballspieler.

## Karriere

### Verein
Der 1,97 m große rechte Rückraumspieler spielte in seiner argentinischen Heimat für Asociación Alemana de Cultura Física de Quilmes. Nach vier Jahren beim brasilianischen Verein Handebol Londrina wechselte er für zwei Jahre nach Italien zum Erstligisten SC Meran. Anschließend lief er in der ersten französischen Liga für US Ivry HB auf, wo er zweimal den fünften Platz erreichte. Zudem nahm er am EHF-Pokal 2008/09 teil. Zurück in Italien stand er beim SSV Bozen und bei Pallamano Conversano unter Vertrag. In der Saison 2012/13 spielte er für den österreichischen Verein Union Leoben. Für den französischen Zweitligisten Billère Handball war er bis 2017 aktiv. In Spanien spielte er für Fertiberia Puerto Sagunto, mit dem er 2018 und 2021 aus der Liga Asobal abstieg, nachdem ihm 2019 der direkte Wiederaufstieg gelungen war. Seit 2021 trägt er das Trikot des italienischen Vereins Raimond Handball Sassori. Mit Sassori nahm er am EHF European Cup teil.

### Nationalmannschaft
Mit der argentinischen Nationalmannschaft gewann Querín fünfmal die Panamerikameisterschaft sowie je einmal die Panamerikanischen Spiele und die Südamerikaspiele.
Außerdem nahm er an den Olympischen Spielen 2012 und 2016 sowie den Weltmeisterschaften 2001, 2003, 2005, 2007, 2009, 2011, 2013, 2015 und 2017 teil.

### Erfolge
Panamerikameisterschaft:
- Gold 2000, 2004, 2010, 2012, 2014

Panamerikanische Spiele:
- Gold 2011
- Silber 2007, 2015

Südamerikaspiele:
- 2002